# Native (album av OneRepublic)
Native är det tredje studioalbumet av det amerikanska rockbandet OneRepublic. Albumet släpptes den 22 mars 2013. Albumet var från början planerat att släppas i slutet av 2012 med huvudsingeln "Feel Again", som släpptes den 27 augusti 2012. Men på grund av att albumet inte var färdigt i tid, sköts det upp till början av 2013.
Albumets mest framgångsrika singel blev "Counting Stars", som låg som högst tvåa på Billboard Hot 100, och blev deras största hit sedan "Apologize". Albumet fick positiva recensioner från kritiker.

## Skivomslag
Skivomslaget till albumet kom fram baserat på idén om hur olika varje medlem i gruppen är från varandra, och att var och en är som ett unikt djur. Därför representeras frontmannen Ryan Tedder av en räv på omslaget, trummisen Eddie Fisher representeras av ett bergslejon, rytmgitarristen Drew Brown av en uggla, basisten Brent Kutzle av en gasell och gitarristen Zach Filkins av en bison. Kutzle kom i samband med detta också på idén att kalla albumet just Native.

## Låtlista
| Nr           | Titel            | Producer(s)                                | Längd |
| ------------ | ---------------- | ------------------------------------------ | ----- |
| 1.           | Counting Stars   | Tedder Noel Zancanella                     | 4:17  |
| 2.           | If I Lose Myself | Blanco Tedder Kutzle [a]                   | 4:01  |
| 3.           | Feel Again       | Tedder Kutzle Zancanella Brown [b]         | 3:05  |
| 4.           | What You Wanted  | Tedder Kutzle                              | 4:01  |
| 5.           | I Lived          | Tedder Zancanella                          | 3:54  |
| 6.           | Light It Up      | Tedder Kutzle                              | 4:10  |
| 7.           | Can't Stop       | Bhasker Johnson Tedder Emile Haynie [b]    | 4:09  |
| 8.           | Au Revoir        | Kutzle                                     | 4:50  |
| 9.           | Burning Bridges  | Zdar and Boombass Tedder Kutzle Zancanella | 4:17  |
| 10.          | Something I Need | Blanco Tedder                              | 4:00  |
| 11.          | Preacher         | Tedder Kutzle                              | 4:08  |
| 12.          | Don't Look Down  | Kutzle                                     | 1:37  |
| Total längd: | Total längd:     | Total längd:                               | 46:37 |

| 13.          | Something's Gotta Give      | Cassius                              | 4:51  |
| 14.          | Life in Color               | Aaron Sprinkle Kutzle [a] Tedder [a] | 3:22  |
| 15.          | If I Lose Myself (acoustic) | Kutzle                               | 3:50  |
| 16.          | What You Wanted (acoustic)  | Kutzle                               | 3:23  |
| 17.          | Burning Bridges (acoustic)  | Kutzle                               | 4:35  |
| Total längd: | Total längd:                | Total längd:                         | 66:30 |

### Nyutgåva 2014
| Nr           | Titel                                     | Producer(s)                                | Längd |
| ------------ | ----------------------------------------- | ------------------------------------------ | ----- |
| 1.           | Counting Stars                            | Tedder Zancanella                          | 4:17  |
| 2.           | Love Runs Out                             | Tedder                                     | 3:44  |
| 3.           | If I Lose Myself                          | Blanco Tedder Kutzle [a]                   | 4:01  |
| 4.           | Feel Again                                | Tedder Kutzle Zancanella Brown [b]         | 3:05  |
| 5.           | What You Wanted                           | Tedder Kutzle                              | 4:01  |
| 6.           | I Lived                                   | Tedder Zancanella                          | 3:55  |
| 7.           | Light It Up                               | Tedder Kutzle                              | 4:10  |
| 8.           | Can't Stop                                | Bhasker Johnson Tedder Haynie [b]          | 4:09  |
| 9.           | Au Revoir                                 | Kutzle                                     | 4:50  |
| 10.          | Burning Bridges                           | Zdar and Boombass Tedder Kutzle Zancanella | 4:17  |
| 11.          | Something I Need                          | Blanco Tedder                              | 4:01  |
| 12.          | Preacher                                  | Tedder Kutzle                              | 4:08  |
| 13.          | Don't Look Down                           |                                            | 1:40  |
| 14.          | Something's Gotta Give                    |                                            | 4:51  |
| 15.          | Life In Color                             |                                            | 3:22  |
| 16.          | If I Lose Myself - Acoustic               |                                            | 3:50  |
| 17.          | What You Wanted - Acoustic                |                                            | 3:23  |
| 18.          | Burning Bridges - Acoustic                |                                            | 4:35  |
| 19.          | If I Lose Myself - Alesso vs. OneRepublic |                                            | 3:35  |
| Total längd: | Total längd:                              | Total längd:                               | 62:04 |